# Хроника принцев
«Хроника принцев», более известная под валлийским названием Brut y Tywysogion — один из важнейших источников по истории Уэльса. Это хроника в форме анналов, составленная как продолжение «Истории королей Британии» Гальфрида Монмутского. «Хроника принцев» сохранилась в виде нескольких валлийских переводов латинского оригинала, не дошедщего до наших дней. Самые важные редакции сохранились в рукописи Peniarth 20 и в Красной Книге из Хергеста (чуть менее полный вариант). Версия, известная как Brenhinedd y Saeson («Короли англичан»), сочетает материал валлийских анналов и английских источников.
Версия Peniarth MS начинается на 681 году с записи о смерти Кадваладра ап Кадваллона и заканчивается на 1332 году. Записи под каждым годом обычно кратки и упоминают только самые важные события, такие как чьи-то смерти и стихийные бедствия, но в более позднее время становятся подробнее. Особое внимание уделяется королевствам Гвинед, Дехейбарт и Поуис, но упоминаются также церковные события, такие как переход при расчёте даты Пасхи с кельтского календаря на римский, осуществленный в 768 году Эльбодием (Элводом), епископом Бангорским. Иногда встречаются краткие записи о событиях в Англии, Шотландии, Ирландии и Франции.
Предполагается, что изначальная версия «Хроники принцев» была составлена в аббатстве Страта Флорида, но могла в XI веке храниться в монастыре Лланбадарна. При составлении «Хроники» использовались и анналы других монастырей. По крайней мере одна валлийская версия также, вероятно, была составлена в Страта Флорида.

## Издания хроники
- Brut y tywysogion: or, The chronicle of the princes / Williams, John. — London: Longman, Green, Longman and Roberts, 1860. — 578 p.
- Хроника принцев